# Бухаловщина
Бухаловщина (укр. Бухалівщина) — село на Украине, основано в 1630 году, находится в Попельнянском районе Житомирской области.
Код КОАТУУ — 1824783302. Население по переписи 2001 года составляет 50 человек. Почтовый индекс — 13521. Телефонный код — 4137. Занимает площадь 0,747 км².

## Адрес местного совета
13521, Житомирская область, Попельнянский р-н, с. Липки, ул. Октябрьской революции